# Бобровское сельское поселение (Челябинская область)
Бобро́вское се́льское поселе́ние — муниципальное образование в Троицком районе Челябинской области Российской Федерации. В рамках административно-территориального устройства муниципальное образование  соответствует административно-территориальной единице Бобровский сельсовет.
Административный центр — село Бобровка.

## История
Статус и границы сельского поселения установлены Законом Челябинской области от 28 октября 2004 года № 315-ЗО «О статусе и границах Троицкого муниципального района и сельских поселений в его составе»

## Население
| 2002  | 2010  | 2011  | 2012  | 2013  | 2014  | 2015  |
| ----- | ----- | ----- | ----- | ----- | ----- | ----- |
| 5671  | ↘4552 | ↘4547 | →4547 | ↘4482 | ↘4476 | ↘4420 |
| 2016  | 2017  | 2018  | 2019  | 2020  | 2021  | 2023  |
| ↗4442 | ↘4422 | ↘4352 | ↘4277 | ↘4222 | ↘3685 | ↘3588 |

## Состав сельского поселения
| № | Населённый пункт | Тип населённого пункта       | Население |
| - | ---------------- | ---------------------------- | --------- |
| 1 | Березники        | посёлок                      | ↗247      |
| 2 | Бобровка         | село, административный центр | ↘3411     |
| 3 | Бугристое        | посёлок                      | ↗183      |
| 4 | Кварцитный       | посёлок                      | ↘711      |